# Mawr
Mawr är en community i Storbritannien.   Den ligger i kommunen Swansea och riksdelen Wales, i den södra delen av landet, 260 km väster om huvudstaden London.
Mawr består till större delen av spridd landsbygdsbebyggelse. Felindre, Garnswllt, Craig-cefn-parc och Rhudypandy är några av de mindre byarna i communityn.